# Патронаж
Патронаж — підтримка, заохочення, привілей і часто грошова допомога, що надається персоною або організацією. Термін також може означати право призначення на посаду, надання церковних бенефіцій або покровительство святого. Термін також часто використовується для опису неправильного використання державних ресурсів, щоб просувати інтереси певних груп, сімейств, народностей або рас, у цьому випадку патронаж є видом корупції. Системи патронажу мають різні властивості залежно від місця, де вони практикуються. Термін походить від лат. patronatus, формального взаємовідношення між патронами і клієнтами.